# Сеттерлунд, Моника
Е́ва Мо́ника Се́ттерлунд (швед. Eva Monica Zetterlund, урождённая Ни́льссон (швед. Nilsson); род. 20 сентября 1937, Хагфорс, лен Вермланд, Швеция — 11 мая 2005 года, Стокгольм, Швеция) — одна из самых известных джазовых певиц Швеции, актриса. Её иногда называют Monica Z.

## Биография
Моника Сеттерлунд родилась в семье художника и музыканта-аккордеониста.
В 1999 году Моника Сеттерлунд была вынуждена оставить активную творческую жизнь вследствие болезни: она страдала тяжелой формой сколиоза. В последние годы Моника передвигалась только с помощью инвалидной коляски. Погибла из-за случайного пожара, вспыхнувшего в её квартире в Стокгольме в ночь на 11 мая 2005 года.

## Дискография
В качестве певицы Моника особым образом заявила о себе своими интересными джазовыми работами. Петь начинала в ансамбле своего отца, после чего её карьера разворачивалась на протяжении пятидесяти лет. На счету Сеттерлунд более 20 альбомов. Международную известность ей принесли гастроли в США в 1960 году. Она записывалась с Тедом Джонсом и Зутом Симсом. Её самый знаменитый диск, Waltz for Debby, был записан в 1964 году с пианистом Биллом Эвансом.
В 1963 году она представляла Швецию на конкурсе «Евровидение», но так как формат конкурса не совпадал с исполнением Моники, она заняла только последнее место.
- 1958 — Swedish Sensation
- 1962 — Ahh! Monica
- 1964 — Make Mine Swedish Style
- 1964 — Waltz for Debby (совместная работа с Биллом Эвансом)
- 1965 — Ohh! Monica
- 1967 — Monica
- 1971 — Monica — Monica (första inspelningen av Trubbel till komp av Monica Dominique)
- 1972 — Chicken Feathers (совместная работа с Стивом Куном)
- 1973 — Den sista jäntan (samling av äldre inspelningar med bl.a. Povel Ramel)
- 1975 — Hej, man! (med bl.a. Elin i hagen av Gustaf Fröding, Lasse Bagges orkester)
- 1977 — It Only Happens Every Time (med Thad Jones/Mel Lewis Orchestra)
- 1983 — Holiday for Monica (совместная работа с Редом Митчеллом)
- 1983 — Monica Zetterlund sjunger Olle Adolphson (оркестр Лассе Багге)
- 1984 — For Lester and Billie
- 1989 — Monica Z (в частности ремейки старых хитов)
- 1991 — Varsamt
- 1992 — Nu är det skönt att leva
- 1993 — Topaz
- 1995 — Ett lingonris som satts i cocktailglas (Monica Zetterlund-box)
- 1996 — The Lost Tapes at Bell sound studios NYC (вновь старые записи с 1960 г.)
- 1997 — Det finns dagar (песни Жана Сигурда)
- 2000 — Bill Remembered. A Tribute to Bill Evans (inspelad i Monicas vardagsrum)
- 2006 — Sista gången du var med (live-inspelningar från 1995 och 1997)

## Фильмография
Благодаря сотрудничеству с комедийным дуэтом 'Hasseåtage', певица вышла на театральную сцену и затем начала свою кинокарьеру. Как актриса Сеттерлунд снялась более чем в 20 фильмах и телесериалах. За фильм «Эмигранты» отмечена премией «Золотой жук» в номинации «Лучшая актриса второго плана». За фильм «Поселенцы» получила премию «Золотой жук» за лучшую женскую роль.

| Год      |     | Русское название                    | Оригинальное название               | Роль             |
| -------- | --- | ----------------------------------- | ----------------------------------- | ---------------- |
| 1963     | кор | Vittnesbörd om henne                | Vittnesbörd om henne                |                  |
| 1964     | ф   | Шведские картинки                   | Svenska bilder                      | Мейрам           |
| 1965     | ф   | Причалить к пристани                | Att angöra en brygga                |                  |
| 1966     | ф   | Ночные игры                         | Nattlek                             |                  |
| 1970—... | с   | Söderkåkar                          | Söderkåkar                          | горничная Малин  |
| 1971     | ф   | Яблочная война                      | Äppelkriget                         | Анна Линдберг    |
| 1971     | ф   | Эмигранты                           | Utvandrarna                         | Ульрика          |
| 1972     | ф   | Поселенцы                           | Nybyggarna                          | Ульрика          |
| 1973—... | с   | Någonstans i Sverige                | Någonstans i Sverige                |                  |
| 1973—... | с   | Fem myror är fler än fyra elefanter | Fem myror är fler än fyra elefanter |                  |
| 1974     | ф   | Оборванцы                           | Rännstensungar                      | Малинда Карлссон |
| 1974     | ф   | Сопляк                              | Fimpen                              | Марьяна Родстрём |
| 1979—... | с   | Катитци                             | Katitzi                             | мачеха Катитци   |
| 1979—... | с   | Godnatt, jord                       | Godnatt, jord                       | Antea            |
| 1980     | тф  | Räkan från Maxim                    | Räkan från Maxim                    | Madame Petypon   |
| 1980     | ф   | Barna från Blåsjöfjället            | Barna från Blåsjöfjället            | Hulda Krook      |
| 1980     | ф   | Швецию – шведам                     | Sverige åt svenskarna               |                  |
| 1992     | ф   | Русская пицца                       | Russian Pizza Blues                 |                  |
| 1993—... | с   | Morsarvet                           | Morsarvet                           |                  |

## Награды
- 1969 — Премия Бельмана
- 1970 — Шведский «Грэмми» — Самая популярная певица в 1969 году — Gröna små äpplen.
- 1972 — Стипендия им. Густава Фрёдинга
- 1972 — Премия «Золотой жук» — «Лучшая актриса» за роли в фильмах «Яблочная война» и «Эмигранты».
- 1985 — Стипендия им. Яна Юханссона. Стипендия выдается каждый год самому выдающему шведскому джазовому музыканту года.
- 1985 — Шведский «Грэмми» — Лучший джазовый альбом года — Monica Z
- 1990 — Стипендия им. Корнелиса Вресвика
- 1993 — Медаль «За вклад в развитие музыки» (Швеция) (швед. Medaljen för tonkonstens främjande)
- 1993 — Шведский «Грэмми» — Почетный приз жюри.
- 1996 — Стипендия им. Карла Герхарда
- 1996 — Медаль «Святого Эрика» (Швеция) (швед. S:t Eriksmedaljen)
- 2000 — Truxa priset
- 2002 — Золотая медаль за выдающиеся заслуги в шведской культуре — Иллис Кворум
- 2005 — Kungl. Musikaliska Akademiens jazzpris (tilldelades efter hennes död)

## Память
- В сентябре 2013 года состоялась премьера фильма «Monica Z» («Вальс для Моники»)[2]. Главную роль в фильме играет шведская певица Эдда Магнасон[швед.], за которую она получила премию «Золотой жук» за лучшую женскую роль.